# Spathipora ditrupae
Spathipora ditrupae is een mosdiertjessoort uit de familie van de Spathiporidae. De wetenschappelijke naam van de soort is voor het eerst geldig gepubliceerd in 1907 door Norman.